# Ciclo (baseball)

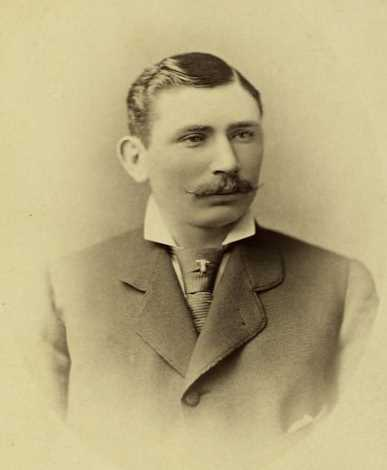
Curry Foley fu il primo giocatore a battere un ciclo nella storia della Major League Baseball, nel 1882 per i Buffalo Bisons

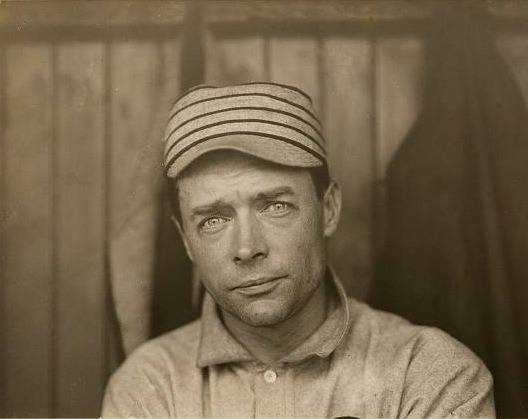
Harry Davis batté il primo ciclo nella storia dell'American League, nel 1901 per i Philadelphia Athletics

Nel gioco del baseball, un giocatore "batte per il ciclo", o "realizza il ciclo" quando nel corso della stessa partita ottiene un singolo, un doppio, un triplo e un fuoricampo. Quando le battute vengono realizzate in ordine, si ha un "ciclo naturale".

## Le battute del ciclo
Ottenere un ciclo è considerata impresa di grande rilevanza, l'equivalente per un battitore di quello che per un lanciatore è il no-hitter, tanto che il numero di cicli realizzati, al 31 agosto 2006, è simile a quello dei no-hitter, vale a dire 271 a 250. I giocatori in grado di battere per il ciclo debbono possedere grande potenza, per poter colpire un fuoricampo, ma anche grande velocità, per ottenere il triplo, la valida meno ricorrente nel baseball.

### Singolo
Il ciclo naturale inizia con una battuta valida da una base, il singolo. Un singolo viene attribuito al giocatore che colpisce la palla in territorio valido e arriva sul cuscino di prima base prima che la palla giocata dalla difesa venga rilanciata al giocatore che in quel momento sta difendendo la base, senza aiuti da errori difensivi.

### Doppio
Un doppio viene attribuito al giocatore quando questi colpisce la palla in territorio valido e raggiunge salvo la seconda base, prima cioè che la difesa rilanci la palla battuta verso il cuscino di seconda base, senza aiuti da errori difensivi. Una battuta che colpisce il campo e poi ne rimbalza fuori viene giudicata "doppio automatico", mentre alcuni campi della Major League Baseball hanno delle "regole di campo" che stabiliscono l'attribuzione automatica di un doppio (ground rule double) in determinate circostanze: ad esempio, allo stadio di Minneapolis, viene attribuito un doppio quando la palla si incastra nel tetto di teflon dello stadio.

### Triplo
Per realizzare un triplo, il battitore deve essere contemporaneamente potente e veloce, in modo da battere la palla in profondità e riuscire a raggiungere salvo la terza base. Gli stadi moderni, con il campo esterno di dimensioni ridotte rispetto al passato, hanno reso questo tipo di battuta molto difficile da realizzare, tanto che i record per maggior numero di tripli in carriera appartengono a giocatori dei primi anni del '900.

### Fuoricampo
Il fuoricampo, che conclude idealmente il ciclo naturale, è una battuta valida grazie alla quale il battitore può girare tutte le basi, finendo a casa base e segnando un punto per la propria squadra, oltre a "portare a casa" tutti i compagni che eventualmente si fossero trovati già in base. Quando il fuoricampo viene realizzato con tutte le basi piene, si ha il "grande slam", il modo più difficile per chiudere un ciclo.

## Record del ciclo
326 giocatori hanno battuto un ciclo, da Curry Foley, il primo a farlo il 25 maggio 1882 a Shōhei Ōtani, l'ultimo il 13 giugno 2019. Solo 14 giocatori hanno battuto il ciclo naturale, l'ultimo in ordine di tempo Brad Wilkerson il 24 giugno 2003, mentre il 29 settembre 2001 Miguel Tejada è stato l'ultimo dei soli 6 giocatori nella storia ad avere un ciclo con un grande slam. Il 3 giugno 1932 Tony Lazzeri ha battuto l'unico ciclo naturale chiuso con un grande slam: la sua prestazione straordinaria, tuttavia, fu offuscata da Lou Gehrig, che in quella stessa partita realizzò 4 fuoricampo.